# Кейн, Элиас
Элиас Кент Кейн (англ. Elias Kent Kane, 7 июня 1794 г. – 12 декабря 1835 г.) — первый государственный секретарь Иллинойса и сенатор США от Иллинойса.

## Ранний период жизни
Кейн родился 7 июня 1794 года в Нью-Йорке в семье торговца Элиаса Кента Кейна и Деборы Ван Шеллуйн из округа Датчесс, штат Нью-Йорк, США, учился в государственных школах, затем в Йельском университете, который он окончил в 1813 году.

## Карьера
После изучения права и принятия в коллегию адвокатов Кейн начал юридическую практику в Нэшвилле, штат Теннесси. В 1814 году переехал в Каскаскию, штат Иллинойс. Он вступил в союз с Джесси Б. Томасом, рабовладельцем, который получил должность судьи на территории Иллинойса. Как и судья Томас и его соперник Ниниан Эдвардс, Кейн был делегатом первого учредительного собрания штата в 1818 году. На съезде фракция Томаса-Кейна безуспешно пыталась добавить формулировку, разрешающую рабство в новом штате, где оно было запрещено Северо-Западным ордонансом 1787 года. Их предложение было отклонено фракцией, лидерами которой были баптист Джон Мейсон Пек, методист Питер Картрайт, квакер Джеймс Лемен, издатель Хупер Уоррен и будущий губернатор Эдвард Коулз.
В 1820 году Кейн заявил о владении пятью рабами.
После неудачной кампании 1820 года по выборам в 17-й Конгресс, в ходе которой в Edwardsville Spectator было опубликовано множество писем о рабстве и победу на которой одержал кандидат против рабства Дэниел Поуп Кук, Кейн стал первым государственным секретарем Иллинойса и занимал этот пост с 1820 по 1824 год. В том же году он возглавил силы, выступавшие за рабство в Палате представителей Иллинойса, которые снова потерпели поражение от коалиции во главе с губернатором Коулзом, представителем США Куком и религиозными лидерами многих конфессий. Несмотря на это законодатели дважды назначали Кейна в Сенат США. Он прослужил с 4 марта 1825 года до своей смерти в Вашингтоне в 1835 году.

## Наследие
Тело Кейна было возвращено на семейную ферму в округе Рэндольф, штат Иллинойс. Из-за продолжающегося осквернения семейного захоронения в 1984 году его перезахоронили на кладбище Эвергрин в соседнем Честере в могиле рядом с могилой его бывшего политического оппонента и первого губернатора Иллинойса Шадраха Бонда. Кампанию по перезахоронению возглавил местный директор похоронного бюро Майкл МакКлюр. На семейном кладбище Кейнов похоронены его жена, бывшая Фрэнсис Пеллетье (1799-1851), двое детей, умерших в раннем возрасте, и четверо сыновей. Один сын, Элиас Кент Кейн-младший (1822-1853), служил в армии США. Одна из дочерей Кейна вышла замуж за губернатора Иллинойса Уильяма Биссела, ярого противника рабства. Отец Кейна похоронен на кладбище Конгресса в Вашингтоне, округ Колумбия, пережив своего сына на пять лет.
16 января 1836 года законодательный орган Иллинойса образовал новый округ Кейн, и назвал его в честь Кейна.